# Next Future
Albums de Girl Next Door
Girl Next Door
(2008) Destination
(2011)
Singles
Next Future est le 2e album de Girl Next Door sorti sous le label Avex Trax le 20 janvier 2010.

## Présentation
Il débute à la 1re place du classement de l'Oricon. Il se vend à 56 436 exemplaires la première semaine et reste classé pendant 9 semaines, pour un total de 91 138 exemplaires vendus. Il sort en format CD et CD+DVD, la version First Press CD+DVD contient un booklet spécial, et la version CD First Press contient le CD SUPER EUROBEAT presents GIRL NEXT DOOR EUROBEAT NON-STOP REMIX.

## Liste des titres
| 1.  | Jump                                     | Chisa & Kato Kenn | Suzuki Daisuke | 4:08 |
| 2.  | Infinity                                 | Chisa & Kato Kenn | Suzuki Daisuke | 5:48 |
| 3.  | Winter Crystal                           | Chisa & Kato Kenn | Suzuki Daisuke | 4:43 |
| 4.  | Sora e (空へ)                            | Chisa & Kato Kenn | Suzuki Daisuke | 3:37 |
| 5.  | Tri△ngle                                 | Chisa & Kato Kenn | Suzuki Daisuke | 5:28 |
| 6.  | Seeds of dream                           | Chisa & Kato Kenn | Suzuki Daisuke | 4:46 |
| 7.  | Artemis (INST)                           | Suzuki Daisuke    | Girl Next Door | 3:50 |
| 8.  | Orion                                    | Chisa & Kato Kenn | Suzuki Daisuke | 4:02 |
| 9.  | Muboubi na Jun'ai (無防備な純愛)         | Chisa & Kato Kenn | Suzuki Daisuke | 4:56 |
| 10. | Suzukaze Kaoru Hana (INST) (涼風薫花)    | Girl Next Door    | Girl Next Door | 0:29 |
| 11. | sa・ku・ra                               | Chisa & Kato Kenn | Suzuki Daisuke | 6:47 |
| 12. | Be your wings                            | Chisa & Kato Kenn | Suzuki Daisuke | 4:06 |
| 13. | Koi no Mahou (恋の魔法)                  | Chisa & Kato Kenn | Suzuki Daisuke | 4:22 |
| 14. | FRIENDSHIP                               | Chisa & Kato Kenn | Suzuki Daisuke | 4:21 |
| 15. | Infinity ~Ballad Version~ (Hidden Track) | Chisa & Kato Kenn | Suzuki Daisuke | 7:36 |

| 1.  | Mega Mix                                                    | 2:02 |
| 2.  | Guuzen no Kakuritsu (Oh My Gold Mix) (偶然の確率)           | 5:56 |
| 3.  | Winter Game (Eurogrooves Remix)                             | 4:44 |
| 4.  | Escape (Serendipity SCP Version)                            | 3:49 |
| 5.  | Shiawase no Jōken (HRG Remix) (幸福の条件)                  | 5:07 |
| 6.  | Winter Mirage (Eurogrooves Remix)                           | 7:15 |
| 7.  | Breath (Breathing Mix)                                      | 5:44 |
| 8.  | Winter Garden (GoGo's Remix)                                | 4:11 |
| 9.  | Jōnetsu no Daishō (Diamond Mirror SCP Version) (情熱の代償) | 4:34 |
| 10. | Fine After Rain (Cinematic Extraordinaire Delta Version)    | 3:42 |
| 11. | Climber's High (Dima Remix)                                 | 4:56 |
| 12. | Power of Love (Morris Capaldi Versus GND Remix)             | 5:55 |
| 13. | Drive Away (GoGo's Remix)                                   | 4:21 |

| 1. | Seeds of dream (PV) |  |
| 2. | Infinity (PV)       |  |
| 3. | Be your wings (PV)  |  |
| 4. | Orion (PV)          |  |
| 5. | Jump (PV)           |  |
| 6. | FRIENDSHIP (PV)     |  |